# Proechimys echinothrix
Proechimys echinothrix (жорсткоголковий щетинець) — вид гризунів родини щетинцевих, який зустрічається в штаті Амазонас, Бразилія. Висотний діапазон проживання сягає 300 м над рівнем моря. Проживає в лісах, які не піддаються сезонним затопленням. Каріотип: 2n=32, FN=60.

## Морфологія
Морфометрія. Повна довжина: 317—440, довжина хвоста: 106—209, довжина задньої стопи: 41—54, довжина вух: 19—28 мм.
Опис. Це один з найбільш легко помітних і один з найбільших голчастих щурів, що проживають у західній Бразилії. Тварини відносно кремезні, мають довгі вуха, помірно довгий хвіст, і великі задні ноги. У цілому, колір тіла рівномірно червонувато-коричневий, темно-коричневе волосся на середній лінії спини робить її дещо темнішою, боки тіла світліші й блідіші. Остюкоподібне волосся довше і значно ширше ніж у інших видів басейну Ріу Журуа з вираженими сильними і тупими кінцями, які є дуже помітними для ока й на дотик, особливо ті, що знаходяться в області середньої лінії спини. Колір живота, підборіддя, і внутрішніх поверхонь передніх і задніх кінцівок чисто білі. Хвіст невиразно двоколірний, темний зверху і білий знизу. Добре вкритий волоссям, з лусочками майже повністю закритими від ока. Задні ноги довгі і вузькі, майже одноколірно білі в більшості зразків. Шерсть підліткових особин коливається від рівномірно сірувато-коричневого до світло-коричневого змішаного з сірувато-коричневим.

## Загрози та охорона
Серйозних загроз для цього виду немає. Вид мешкає у Національному парку Жау, а також у охоронних районах Амана та Мамірауа.